# Misumena innotata
Misumena innotata là một loài nhện trong họ Thomisidae.
Loài này thuộc chi Misumena. Misumena innotata được Tord Tamerlan Teodor Thorell miêu tả năm 1881.